# Steel Beasts
Steel Beasts ist eine Panzersimulation von eSim Games für das Betriebssystem Microsoft Windows, das im Jahr 2000 veröffentlicht und weiterentwickelt wurde.
Die Software simuliert das Gefecht der verbundenen Waffen mit Schwerpunkt auf moderne Panzerkampffahrzeuge von Kompanie- bis Bataillonsebene. Das Computerspiel kombiniert über eine komplexe Steuerung und Spielmechanik Elemente eines Strategie-, Action- und Kriegsspiels mit denen einer Simulation. Die taktische Operationsleitung umfasst die Planung, Durchführung und Reaktion im Gefecht bis zur Bataillonsebene.

## Spielmechanik
Steel Beasts (sti:l bi:sts, übersetzt: Stahlbestien, abgekürzt: SB) unterscheidet sich von ähnlichen Simulationen durch eine wirklichkeitsgetreuere Nachbildung taktischer Manöver und Feuerleitsysteme (Wärmebildkamera, Laserentfernungsmessung, Waffenstabilisierung) und kann im Einzel- und Mehrspieler-Modus gespielt werden. Der Spieler kann die Position des Panzerkommandanten, Richtschützen oder Fahrers aus der Egoperspektive einnehmen und deren Stationen über Tastatur und Maus oder über einen Joystick steuern. Zusätzlich kann eine Beobachterposition in Third-Person-Perspektive eingenommen werden.

### Simulierte Waffensysteme
Die zwei Kampfpanzer aus der originären Steel Beasts Version sind der deutsche Leopard 2A4 und der US-amerikanische M1A1 Abrams. Weitere gepanzerte NATO-Fahrzeuge sind die Schützenpanzer M2 Bradley und Marder sowie Mannschaftstransportfahrzeuge wie HMMWV und M113. Die Fahrzeuge des Warschauer Pakts umfassen unter anderem die Kampfpanzer T-72 und T-80, BMP-1/BMP-2 IFVs, BTR-80 Radpanzer und BRDM-1 Spähpanzer. Die Software simuliert auch Mehrzweckhubschrauber wie den CH-146 Griffon, den mittelschweren Transporthubschrauber CH-47 Chinook und die Kampfhubschrauber Mil Mi-24 Hind und Eurocopter Tiger.
In der taktischen Simulation können verschiedene Arten von Artillerieunterstützung angefordert werden. Als Wirkmittel stehen konventioneller Rauch, Explosivgeschosse, Streumunition (engl. Dual Purpose Improved Conventional Munition, DPICM) und Landminen (englisch Family of Scatterable Mines, FASCAM) zur Auswahl. Die authentischen Fahrgeräusche wurden von realen Panzerfahrzeugen aufgezeichnet.
Das gedruckte Handbuch hat einen Umfang von etwa 80 Seiten, umfangreiche Tutorials erläutern die Funktionsweise der simulierten Panzer.

## Editor
Steel Beasts hat einen Editor für die Erstellung zusätzlicher Szenarien, in dem sowohl zufällige als auch situative Verhaltensweisen der computergesteuerten Einheiten programmiert werden können. Mit einem Karteneditor können neue Gefechtsfelder mit variablem Terrain und Topologie erstellt werden. Im Herbst 2011 gab eSim Games bekannt, dass für die Wegfindung sowie die Bewegungs- und Verhaltenssteuerung die KI-Engine von xaitment verwendet werde.

## Nutzer
Kundenspezifische Versionen der Militärsimulation werden von den Heeren von Australien, Chile, Dänemark, Finnland, Kanada, Niederlande, Norwegen, Österreich, Schweden und Spanien zu Trainingszwecken eingesetzt. Auch die United States Military Academy (USMA) in West Point und das „Trainingscenter der amerikanischen Nationalgarde (MIMIC)“ nutzen die Simulation zur Ausbildung angehender Panzerbesatzungen.

## Versionen
- Die ursprüngliche Software-Version von Steel Beasts, bekannt auch unter Steel Beasts Legacy, hatte eine Auflösung von 640×480 Pixeln (VGA) und wird nicht mehr weiterentwickelt.
- Steel Beasts Gold Edition vom Publisher THQ.
- Steel Beasts Professional ist die Vollversion, die nur an Militärs verkauft und von mehreren Landstreitkräften zur Ausbildung eingesetzt wird.
- Steel Beasts Professional – Personal Edition (auch bekannt als: Steel Beasts Pro PE)[3] ist eine Consumer-Version mit reduziertem Leistungsumfang.

Eine Spielversion Steel Beasts 2 für den Massenmarkt basierend auf Pro PE ist nach Aussage von eSim Games in Planung. Die Entwicklung wurde zugunsten der Professional-Version und militärischer Ausbildungsaufträge ausgesetzt.

## Kritiken
„Freunde rasanter Kampfschlachten werden hier allerdings bald enttäuscht den Stahlhelm in die Ecke werfen, denn Steel Beasts bietet Realismus und Simulation pur. Einfach nur drauflos schießen führt dementsprechend nur selten zu erfolgreichen Ergebnissen. […] Steel Beasts bietet Simulation in Reinkultur und richtet sich damit nur an eine kleine Zielgruppe. Diese wird dann allerdings mit hoher Spielbarkeit und einer Fülle von Spieloptionen recht gut bedient.“

Bruce Geryk von GameSpot gab dem Spiel im Jahr 2000 eine Bewertung von 8,8 von 10.

“Besides the mediocre graphics, Steel Beasts does have a few other drawbacks. Most notably, the game doesn't have any kind of dynamic campaign. While the individual missions do have a fair amount of replay value, thanks to the fact that enemy placement and behavior vary between playings, it's frustrating to have so much tactical control over the battlefield in the planning phase and not be able to extend this to some sort of ongoing battle.”

„Neben der mittelmäßigen grafischen Darstellung hat Steel Beasts noch einige weitere Mankos. Insbesondere fehlt dem Spiel eine dynamische Kampagne. Während die einzelnen Missionen einen hohen Wiederspielwert haben, dank variierender Aufstellung und Verhaltens des Gegners, frustriert es, bei so viel taktischer Kontrolle über das Gefechtsfeld in der Planungsphase keine Fortsetzung in einer fortlaufenden Schlacht zu haben.“

“If army approval, blue-chip ballistics, and an uncommonly civilised multiplayer scene are more important to you in a tank game than stunning views, bump-mapped beret badges, and bargain-basement pricing, then this is a sim you need to investigate. Despite the eye-watering price and the slightly musty visuals, dissatisfied customers are thin on the battleground.”

„Falls Armeefreigabe, erstklassige Ballistik und eine ungewöhnlich zivilisierte Mehrspielerszene dir in einem Panzerspiel wichtiger sind als atemberaubende Aussichten, oberflächenkonturierte Barettabzeichen und ein Schnäppchenpreis, dann solltest du in diese Simulation investieren. Trotz des tränentreibenden Preises und der etwas muffigen Visualität sind frustrierte Kunden auf diesem Schlachtfeld selten.“

## Auszeichnungen
- SimHQ – Sim of the Year, 2000
- GamePen – Best PC Simulation of 2000
- IGNPC – Editor’s Choice Award
- Wargamer – Best of the Year Award
- PC Gamer – Best Simulation of 2000
- Computer Games Magazine – Best Simulation of 2000